# Tachina quadrinotata
Tachina quadrinotata är en tvåvingeart som beskrevs av Johann Wilhelm Meigen 1824. Tachina quadrinotata ingår i släktet Tachina och familjen parasitflugor. Inga underarter finns listade i Catalogue of Life.